# Sinoadina
Sinoadina là một chi thực vật có hoa trong họ Thiến thảo (Rubiaceae).

## Loài
Chi Sinoadina gồm các loài: